# アクリア
株式会社アクリア（英: AQURIA Co., Ltd.）は、コンピューターゲームのソフトウェア開発を主業務とする日本の企業である。
2023年11月30日付で、アークシステムワークス株式会社と資本提携を締結。

## 開発作品一覧

### PlayStation 5
- クライマキナ/CRYMACHINA

### PlayStation 4
- グランクレスト戦記
- ソードアート・オンライン -ホロウ・リアリゼーション-
- ソードアート・オンライン -Re：ホロウ・フラグメント-
- ソードアート・オンライン アリシゼーション リコリス
- クライマキナ/CRYMACHINA
- ソードアート・オンライン ラスト リコレクション

### Nintendo Switch
- クライマキナ/CRYMACHINA

### Steam
- ソードアート・オンライン アリシゼーション リコリス
- クライマキナ/CRYMACHINA

### XBOX ONE
- ソードアート・オンライン アリシゼーション リコリス

### PlayStation 3
- ぼくのなつやすみ3 -北国篇- 小さなボクの大草原

### PlayStation 2
- 涼宮ハルヒの戸惑
- 魔法先生ネギま! 2時間目 ～戦う乙女たち! 麻帆良大運動会SP～
- 魔法先生ネギま! 1時間目 ～お子ちゃま先生は魔法使い!～

### PlayStation Vita
- ソードアート・オンライン -ホロウ・リアリゼーション-
- Caligula -カリギュラ-
- ソードアート・オンライン -Re：ホロウ・フラグメント-

### PlayStation Portable
- ソードアート・オンライン -インフィニティ・モーメント-
- 黒子のバスケ ～キセキの試合～
- ときめきメモリアル Girl's Side Premium 3rd Story
- ぼくのなつやすみポータブル2ナゾナゾ姉妹と沈没船の秘密!
- ぼくのなつやすみ4 瀬戸内少年探偵団「ボクと秘密の地図」
- メタルギアソリッド バンドデシネ
- ぼくのなつやすみポータブル ムシムシ博士とてっぺん山の秘密!!
- ギャラリーフェイク

### ニンテンドー3DS
- 黒子のバスケ 未来へのキズナ
- 黒子のバスケ 勝利へのキセキ
- GUILD02 怪獣が出る金曜日

### ニンテンドーDS
- 君に届け 〜伝えるキモチ〜
- 君に届け 〜育てる想い〜
- とんがりボウシと魔法のお店
- とんがりボウシと魔法の365にち
- ときめきメモリアル Girl's Side 1st Love